# 荒尾興功
荒尾 興功（あらお おきかつ、1902年（明治35年）3月18日 - 1974年（昭和49年）8月22日）は、日本の陸軍軍人、官僚。最終階級は陸軍大佐。

## 生涯
高知県出身。荒尾大吉海軍大尉の長男として生まれる。
横須賀中学、仙台陸軍地方幼年学校、中央幼年学校を経て、1923年（大正12年）7月、陸軍士官学校（第35期）を卒業。
同年10月、陸軍少尉に任官し歩兵第61連隊付となる。
1930年（昭和5年）11月、陸軍大学校（42期）を優等で卒業した。
1931年（昭和6年）12月、陸軍省軍務局付勤務となり、軍務局課員（徴募課）を経て、1934年（昭和9年）11月からソ連駐在。
1936年（昭和11年）3月から1937年（昭和12年）5月までポーランド公使館附武官補佐官に在任。
1937年5月、人事局課員に発令され、同年7月に帰国し、翌月、陸軍少佐に昇進。
1938年（昭和13年）4月、参謀本部員（作戦班）に就任する。
1939年（昭和14年）8月、陸軍中佐に進級。
1940年（昭和15年）9月、陸軍歩兵学校教官となり、大本営付（関東軍参謀第5課）を経て、1941年（昭和16年）11月、南方軍参謀に発令され太平洋戦争を迎えた。
1942年（昭和17年）5月、参謀本部船舶課長に転じ、同年8月、陸軍大佐に昇進。
参謀本部運輸課長を経て、1945年（昭和20年）4月、軍務局軍事課長に就任。
終戦間際のクーデター計画に加わった（宮城事件）。
同年12月に復員し、第一復員省総務課長に就任。
1946年（昭和21年）6月、復員庁第一復員局総務部長に就任し、復員業務部長に異動。
1948年（昭和23年）7月から1949年（昭和24年）3月まで戦犯容疑により巣鴨拘置所に拘留されたが不起訴となった。
1950年（昭和25年）8月から1952年（昭和27年）5月まで連絡部長を務めた。

## 伝記
- 高山信武編『荒尾興功さんをしのぶ』1978年。